# Reazione di trasporto chimico

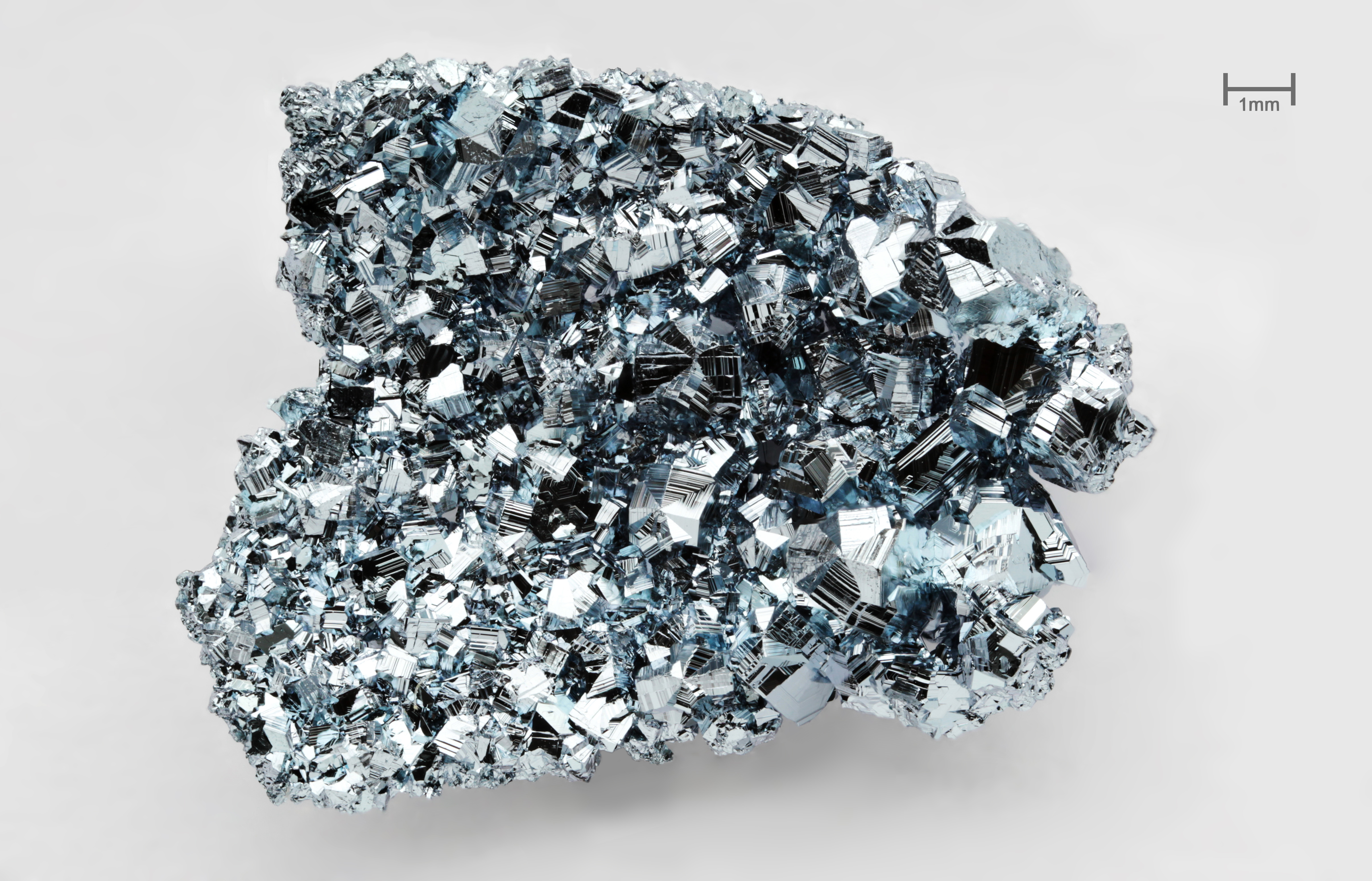
Un cristallo di osmio ultrapuro (≥ 99,99%) prodotto artificialmente attraverso una reazione di trasporto di vapore chimico in un'atmosfera di gas di cloro.

In chimica, per reazione di trasporto chimico o CVT si intende un particolare processo di purificazione e cristallizzazione di solidi non volatili. Tale processo è inoltre responsabile di alcuni aspetti della crescita dei minerali a partire dagli effluenti vulcanici.
Tale processo si distingue dalla deposizione chimica da vapore, in quanto non si ha decomposizione di precursori molecolari (ad esempio secondo la reazione SiH4  → Si + 2H2).
Il processo di reazione di trasporto chimico converte composti non-volatili in loro derivati volatili, i quali vengono trasportati in genere all'interno di un reattore tubulare in vetro riscaldato a mezzo di un forno. Tra l'entrata e l'uscita del reattore tubulare viene stabilito un gradiente di temperatura, in maniera analoga al processo van Arkel-de Boer (utilizzato per la purificazione di titanio e vanadio attraverso l'utilizzo dello iodio come "agente di scambio").